# جائزة الكرة الذهبية 1976
جائزة الكرة الذهبية 1976، جائزة سنوية تُعطى لأفضل لاعب كرة القدم في العالم من طرف مجلة فرانس فوتبول الفرنسية، كما تقرره لجنة دولية من الصحفيين الرياضيين، وفاز بالجائزة في 1976 اللاعب الألماني الغربي فرانز بيكنباور لاعب بايرن ميونخ.

## الترتيب
| الترتيب | اللاعب          | النادي      | الجنسية         | النقاط |
| ------- | --------------- | ----------- | --------------- | ------ |
| 1       | فرانتس بكنباور  | بايرن ميونخ | ألمانيا الغربية | 91     |
| 2       | روب رينسينبرينك | آندرلخت     | هولندا          | 75     |
| 3       | إيفو فيكتور     | دوكلا براغ  | تشيكوسلوفاكيا   | 52     |